# 6174 (số)
6174 (sáu nghìn một trăm bảy mươi tư) là số ở ngay sau 6173 và ngay trước 6175.

## Trong toán học
6174 được gọi là hằng số Kaprekar được đặt theo tên nhà toán học Ấn Độ D. R. Kaprekar. Để được ra hằng số này thì sẽ phải theo những bước sau:
Chọn một con số bất kỳ gồm 4 chữ số, với điều kiện cả 4 chữ số này không được trùng nhau (như 1111, 2222, 3333,...). Ví dụ số 1401.
1. Đảo lộn thứ tự các chữ số sao cho mình chọn được 2 con số lớn nhất và nhỏ nhất thu được từ việc đảo lộn này. Trong ví dụ là hai số 4110 và 0114.
2. Lấy số lớn nhất trừ đi số nhỏ nhất: 4110 -  0114 = 3996
3. Lặp lại bước 2 và 3 đối với hiệu số vừa thu được.

Ta có các kết quả sau:
4110 - 0114 = 3996
9963 - 3699 = 6264
6642 - 2466 = 4176
7641 - 1467 = 6174
7641 - 1467 = 6174
Hằng số Kaprekar xuất hiện sau phép trừ thứ 4. Bắt đầu từ đây nếu tính tiếp sẽ không thu được số khác nào ngoài hằng số này. Hằng số Kaprekar cao nhất mất 7 bước (7 phép trừ) để đi đến kết quả cuối cùng.
Ví dụ số 9831 đến 6174 sau 7 phép trừ:
9831 – 1389 = 8442
8442 – 2448 = 5994
9954 – 4599 = 5355
5553 – 3555 = 1998
9981 – 1899 = 8082
8820 – 0288 = 8532 (cho số 0 vào trước hoặc sau để đủ 4 số, không được 882 – 288 = 594)
8532 – 2358 = 6174